# مورفت ویل، استرالیای جنوبی
مورفت ویل (به انگلیسی: Morphett Vale) یک حومه شهر در استرالیا است که در استرالیای جنوبی واقع شده‌است.